# Byalyal, Basavana Bagevadi
Byalyal là một làng thuộc tehsil Basavana Bagevadi, huyện Bijapur, bang Karnataka, Ấn Độ.